# Sandbach (Werse)
Der Sandbach ist ein 4,5 Kilometer langer rechtsseitiger Zufluss der Werse in Münster/Westfalen. 

## Verlauf
Der kleine Bachlauf beginnt im Kreis Warendorf an einem Graben in der Tiergartenheide und fließt zunächst in nördliche Richtungen begradigt und mit einer 365 m langen Ausleitung durch Felder. Der Bach wendet sich am Wolbecker Tiergarten nach Westen und bildet dabei die südliche Grenze dieses Naturschutzgebiets. Er unterquert die Straße Am Steintor und die Bahnstrecke Münster–Warstein und fließt weiter westlich durch ein Waldgebiet. Er unterquert die Zumbuschstraße und fließt ab hier in einem verbreiterten und renaturierten Bachbett. An zwei Stellen wurde das neue Flussbett mit dem alten Sandbach-Graben verbunden. Der Sandbach-Graben blieb als Grenze zur Bebauung des Stadtteils Wolbeck erhalten. Der Bach unterquert die L585 und mündet etwa 300 Meter flussabwärts der Mündung des Emmerbachs in die Werse.

## Namensgeber
Nach dem in der Nähe verlaufenden Bach wurde die Straße Am Sandbach in Wolbeck benannt.

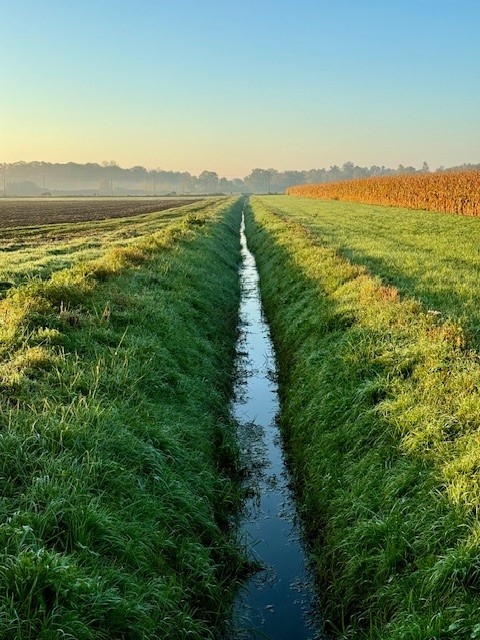
Sandbach in der Tiergartenheide
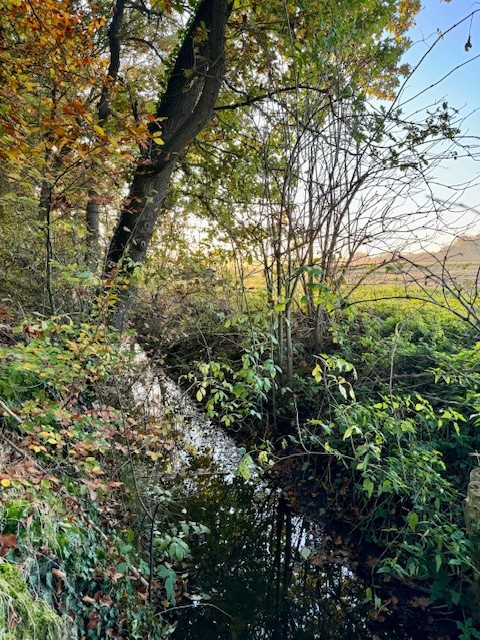
Sandbach am Wolbecker Tiergarten
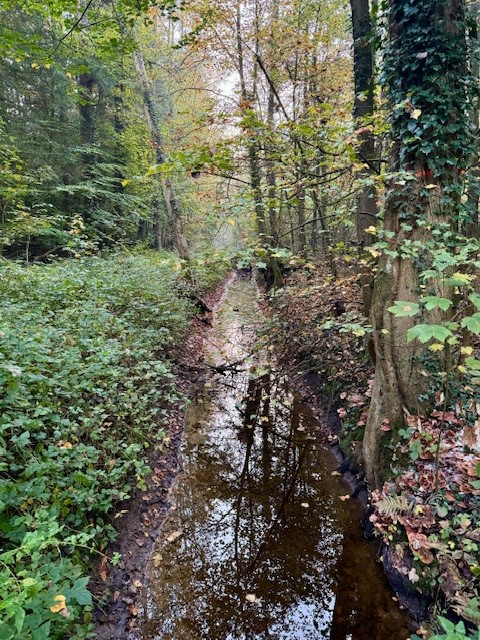
Sandbach im Waldgebiet südlich von Wolbeck